# Trzydzieści lat czyli Życie szulera
Trzydzieści lat czyli Życie szulera (także Trzydzieści lat życia szulera fr. Trente ans ou La vie d’un joueur) – melodramat Victora Ducange’a w trzech aktach ogłoszony w 1827 r.

## Treść
Oskar otrzymuje od ojca dużą sumę pieniędzy na zakup naszyjnika dla swej narzeczonej - Amelii. Za namową przyjaciela, Warnera, postanawia pomnożyć tę sumę poprzez hazard i w efekcie wszystko traci. Aby ratować sytuację, Oskar pożycza pieniądze od lichwiarki i kupuje z nie naszyjnik. Na weselu Oskara i Amelii zjawiają się stróże prawa z informacją, że naszyjnik jest kradziony. I tym razem udaje się uratować sytuację, dzięki pieniądzom ojca Oskara, który jest tak oburzony zachowaniem syna, że umiera na skutek apopleksji. Lata mijają, a ponieważ Oskar wciąż pozostaje pod zgubnym wpływem Warnera, sytuacja finansowa rodziny staje się coraz gorsza, a Oskar popada w kolejne konflikty z prawem.

## Ekranizacje
- Trente ans ou la vie d'un joueur (1913, reż. Adrien Caillard)[2]
- Trente ans ou la vie d'un joueur (1975, reż. Marcel Moussy)[3]

## Trzydzieści lat czyli Życie szuleraw Polsce
Utwór został przełożony na język polski przez Oskara Milewskiego. Muzykę na użytek polskich inscenizacji skomponował Józef  Damse. Premiera polska odbyła się w Teatrze Narodowym w Warszawie 10 maja 1828. W tym samym roku utwór ukazał się drukiem w języku polskim.